# Réseau régional de la jeunesse de l'assemblée des régions d'Europe
 (décembre 2017).
Si vous disposez d'ouvrages ou d'articles de référence ou si vous connaissez des sites web de qualité traitant du thème abordé ici, merci de compléter l'article en donnant les références utiles à sa vérifiabilité et en les liant à la section « Notes et références ».
Le Réseau régional des jeunes est une plateforme réunissant des organisations, des Conseils ou Parlements de jeunes au niveau régional, créé par l'assemblée des régions d'Europe (ARE). L'objectif est de fournir aux jeunes gens d'Europe un forum où partager leurs expériences de l'Europe d'aujourd'hui, discuter de leurs visions de l'Europe de demain, et les aider à jouer un rôle concret dans l'évolution des politiques régionales et européennes.

## Historique
Le Réseau régional des jeunes a été mis en place le 25 novembre 2008 à Wiesbaden (Hesse, Allemagne), où a eu lieu la réunion fondatrice lors de laquelle 90 jeunes représentant 55 régions européennes ont lancé la première et unique plateforme européenne des Conseils, Parlements et organisations de jeunes au niveau régional.
Le RRJ est fondé sur l'idée que la prise de décision doit être basée sur le principe de subsidiarité. Cela implique que la politique de la jeunesse au niveau européen doit refléter la diversité des régions et des jeunes vivant dans ces régions. Mais cela veut dire également que la politique de la jeunesse menée au sein des régions doit garder une perspective européenne afin que les défis communs à tous les jeunes soient abordés en coopération, grâce à l'échange d'idées, de connaissances et d'expériences.
En 2010, l'assemblée générale de l'ARE a adopté la Déclaration de coopération renforcée avec le RRJ afin de garantir que le RRJ fonctionne comme une plateforme connectant les organisations/conseils/parlements régionaux de jeunes et leurs activités, ce qui marque la reconnaissance de son rôle et son engagement au sein de l'ARE, envers les régions membres de l'ARE et au niveau européen. 
En 2013, le RRJ a adopté ses statuts, son règlement intérieur et ses priorités stratégiques. Depuis mai 2013, le RRJ siège au Comité exécutif de l'ARE.

## Description
Le RRJ offre aux jeunes une possibilité d'échanger entre eux, afin d'encourager une plus grande participation de la jeunesse dans le processus démocratique régional et local.

### Objectifs
Le RRJ a quatre objectifs principaux :
- Travailler en réseau
- Influencer les décisions politiques
- Échanger les bonnes pratiques et expériences
- Promouvoir la gouvernance durable

### Projets
- L'Académie d'été des jeunes : l'Académie d'été des jeunes a vu le jour en 2001. Elle offre aux jeunes l'opportunité de développer de nouveaux talents, d'échanger des idées originales et des expériences entre eux et avec des élus et cadres régionaux. Ce programme de cinq jours est organisé chaque année dans une région différente autour d'un thème spécifique.
- Rapport politique de l'ARE sur la participation des jeunes : Le rapport politique de l'ARE sur la participation des jeunes  a pour objectif de promouvoir l'intégration des jeunes aux processus politiques au niveau régional et national, ainsi qu'à la vie publique, en mettant en avant le travail effectué par les conseils, parlements et organisations de jeunesse régionaux à travers la Grande Europe et en identifiant les bonnes pratiques dans ce domaine.
- Le concours “Parlez-vous européen ?” : Concours de débats publics et d'expression personnelle qui donne à des équipes de jeunes âgés de 14 à 18 ans, l'opportunité de se prononcer sur la question "Que signifie l'Europe pour vous ?". La finale de cette compétition européenne est précédée par des concours régionaux et nationaux ayant lieu à travers toute l'Europe.
- Prix de la région européenne la plus ouverte aux Jeunes (MYFER) : Le prix est décerné tous les deux ans et récompense la région qui déploie le plus d'efforts pour aider les jeunes dans des domaines clés, par le développement de projets ou d'autres initiatives. L'édition 2014 du prix de la région la plus ouverte aux jeunes (MYFER) cherche à mettre en avant la question de la participation des jeunes à la vie démocratique avec des exemples de bonnes pratiques des régions européennes.
- Forum des jeunes citoyens européens : Permettre aux jeunes citoyens et représentants politiques régionaux d'engager des débats avec des représentants de l'Union Européenne, sur l'avenir de l'Europe.
- Eurodyssée : Programme interrégional visant à améliorer les chances des jeunes Européens à intégrer le marché du travail en leur offrant la possibilité d'acquérir une expérience professionnelle à l'étranger.
- Promotion pour l'emploi des jeunes : l'ARE s'est entendue avec 4 de ses régions membres pour développer des outils et des politiques d'innovation au niveau régional pour relever le défi du chômage des jeunes en menant un programme intense d'examen et d'échange.

## Gouvernance
Lors de la réunion plénière de Covasna en Roumanie, ayant eu lieu les 14-17 novembre 2013, les membres du Réseau Régional des Jeunes ont élu leur Présidium, qui est composé comme suit :
- Président : Beat Rohner, Saint-Gall (Suisse)
- Premier Vice-Président : Krzysztof Hodun, Dolnoslaskie (Pologne)
- Vice-Président : Demeter Ferenc, Covasna (Roumanie)
- Trésorier : Emmanuel Felix, Vaud (Suisse)
- Président de la Commission Vie professionnelle et Esprit d'entreprise : Kaloyan Kostadinov, Varna (Bulgarie),
- Vice-Président de la Commission Vie professionnelle et Esprit d'entreprise :  Aleks Semerciyan, Vienne (Autriche)
- Présidente de la Commission Culture et Education : Merve Serire Toppas, Istanbul (Turquie)
- Présidente de la Commission Santé et affaires sociales : Laetitia Redonet, Limousin (France)
- Vice-Président de la Commission Santé et affaires sociales : Emmanuel Felix, Vaud (Suisse)
- Président de la Commission Formation et Networking : Mario Zulicek, Varaždinska (Croatie)